# Thought You Should Know
«Thought You Should Know» (с англ. — «Думал, что вы должны знать») — песня американского кантри-певца Моргана Уоллена. Она была выпущена 6 мая 2022 года на кантри-радио в качестве второго сингла с третьего студийного альбома Уоллена One Thing at a Time. Песня была написана Уолленом вместе с Миранда Ламберт и Nicolle Galyon. Сингл достиг первого места в американском кантри-чарте Hot Country Songs, а также 7-го места в основном мультижанровом американском хит-параде Billboard Hot 100.

## История
Уоллен написал песню «Thought You Should Know» как дань уважения своей матери Лесли. Он написал ее в соавторстве с Мирандой Ламберт и Николь Гальон. В аккомпанементе использованы слайд-гитара и акустическая гитара.

## Коммерческий успех
Песня «Thought You Should Know» 21 мая 2022 года дебютировала на первом месте хит-парада Hot Country Songs, посвящённая матери певца Лесли и вышедшая ко Дню матери (в США в 2022 году отмечается 8 мая). Это его 5-й кантри-чарттоппер и 4-й сразу оказавшийся на вершине чарта. За всю историю кантри-чарта с 1958 года лишь 12 песен имели такой успех и только двое музыкантов делали это более одного раза: Уоллен (4) и Тейлор Свифт (дважды).
Кроме того, песня «Thought You Should Know» заменила на первом месте песню Уоллена «Wasted on You», а он стал первым исполнителем, который заменил себя на первом месте с дебютом номер один. Она вошла в топ-10 чарта Billboard Country Airplay от 31 декабря 2022 года, в то же время, когда предыдущий сингл Уоллена «You Proof» был на первом месте.
В итоговом чарте Billboard Year-End за 2023 года песня «Thought You Should Know» заняла 22-е место в рейтинге Hot 100 Songs по итогам всего года, а также 6-е в Country Airplay.

## Чарты
| Чарт (2022—2023)                    | Высшая позиция |
| ----------------------------------- | -------------- |
| Австралия (ARIA)                    | 85             |
| Канада (Billboard Canadian Hot 100) | 14             |
| Канада (Billboard Country)          | 2              |
| Мир (Billboard Global 200)          | 32             |
| Новая Зеландия (RMNZ)               | 18             |
| США (Billboard Hot 100)             | 7              |
| США (Billboard Country Airplay)     | 1              |
| США (Billboard Hot Country Songs)   | 1              |

| Чарт (2022)                        | Позиция |
| ---------------------------------- | ------- |
| США Digital Song Sales (Billboard) | 75      |
| США Hot Country Songs (Billboard)  | 36      |

| Чарт (2023)                       | Позиция |
| --------------------------------- | ------- |
| Канада (Canadian Hot 100)         | 53      |
| США Billboard Hot 100             | 22      |
| США Country Airplay (Billboard)   | 6       |
| США Hot Country Songs (Billboard) | 9       |

## Сертификации
| Регион                                                                      | Сертификация  | Продажи   |
| --------------------------------------------------------------------------- | ------------- | --------- |
| Австралия (ARIA)                                                            | Золотой       | 35 000    |
| Канада (Music Canada)                                                       | Платиновый    | 80 000    |
| США (RIAA)                                                                  | 4× Платиновый | 4 000 000 |
| Данные о продажах + прослушиваниях приведены только на основе сертификации. |               |           |